# Трихлорсилан
Трихлорсила́н (ТХС, силан трёххлористый, силана трихлорид, силикохлороформ, трихлормоносилан) — кремнийсодержащее неорганическое соединение, при 20 °C и атмосферном давлении бесцветная легколетучая прозрачная жидкость.

## Внешний вид и свойства
Прозрачная жидкость с резким запахом, гидролизуется влагой воздуха. Производство данного продукта требует от персонала повышенной внимательности и осторожности ввиду токсичности трихлорсилана. Попадание на кожу даже небольших капелек чревато, как минимум, весьма болезненным и плохо заживающим химическим ожогом;  большое кол-во же способно причинить тяжёлые увечья, вплоть до отделения мышечной ткани от костей.

## Применение
Трихлорсилан является сырьём для производства поликристаллического кремния, моносилана и дихлорсилана (которые также используются в синтезе поликремния), основного ряда кремнийорганических мономеров. Кроме того, существуют другие области применения трихлорсилана. Например, микроэлектроника, где он используется для эпитаксиального осаждения плёнок монокристаллического кремния.

## Производство
Мировой рынок трихлорсилана, используемого для производства поликремния, разделен между США, Японией, Германией и Италией. В бывшем СССР мощности по синтезу трихлорсилана были сосредоточены на Украине, поэтому после 1991 года производства трихлорсилана в России не оказалось. К 2010 году трихлорсилан производился на четырёх российских предприятиях в Усолье-Сибирском (завод «Усольехимпром» закрыт в 2017 году, по состоянию на 2023 год проводятся работы по утилизации опасных материалов, включая трихлорсилан), Новосибирске (ООО «Альфагаз»), Дзержинске (ООО «Фирма „ХОРСТ“»), Новочебоксарске и на Украине, в Запорожье.